# JAC S7

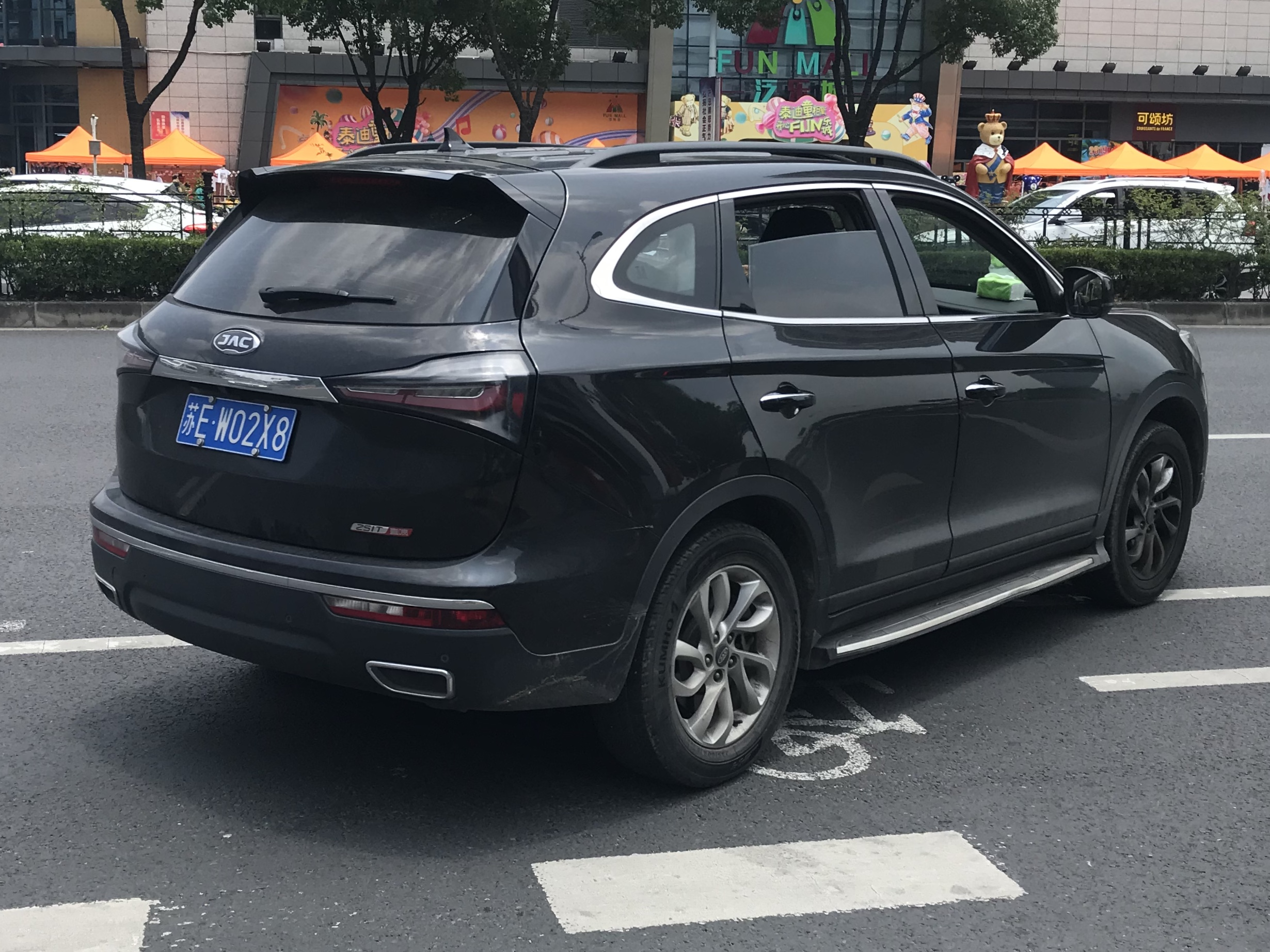
Heckansicht

Der JAC S7 ist ein zwischen 2017 und 2020 gebautes Sport Utility Vehicle des chinesischen Automobilherstellers JAC.

## Geschichte
Vorgestellt wurde das Fahrzeug im Rahmen der Shanghai Auto Show im April 2017. Kurz darauf kam der S7 in China auf den Markt. Das Fahrzeug ist über dem JAC S5 platziert und verfügt über bis zu sieben Sitzplätze. In Brasilien wurde das SUV ab Dezember 2018 als JAC T80 verkauft.

## Technische Daten
Der S7 wird von einem aufgeladenen 1,5-Liter-Vierzylindermotor mit 128 kW (174 PS) oder einem aufgeladenen Zweiliter-Vierzylindermotor mit 140 kW (190 PS) angetrieben. Der schwächere Motor kommt auch im JAC A60 zum Einsatz. In Brasilien leistet der Zweiliter-Motor 154 kW (210 PS).
|                                             | 1.5 TGDI                       | 2.0T                           | 2.0T                           |
| Bauzeitraum                                 | 04/2017–03/2020                | 04/2017–05/2018                | 12/2018–03/2020                |
| Motorkenndaten                              |                                |                                |                                |
| Motortyp                                    | R4-Ottomotor                   | R4-Ottomotor                   | R4-Ottomotor                   |
| Hubraum                                     | 1499 cm³                       | 1997 cm³                       | 1997 cm³                       |
| max. Leistung bei min−1                     | 128 kW (174 PS) / 4850–5500    | 140 kW (190 PS) / 5000         | 154 kW (210 PS) / 5000         |
| max. Drehmoment bei min−1                   | 251 Nm / 1500–4500             | 300 Nm / 1800–4000             | 300 Nm / 1800–4000             |
| Kraftübertragung                            |                                |                                |                                |
| Antrieb                                     | Vorderradantrieb               | Vorderradantrieb               | Vorderradantrieb               |
| Getriebe, serienmäßig                       | 6-Gang-Schaltgetriebe          | 6-Gang-Schaltgetriebe          | 6-Gang-Doppelkupplungsgetriebe |
| Getriebe, optional                          | 6-Gang-Doppelkupplungsgetriebe | 6-Gang-Doppelkupplungsgetriebe | —                              |
| Messwerte                                   |                                |                                |                                |
| Höchstgeschwindigkeit                       | 160 km/h                       | 170 km/h                       | 217 km/h                       |
| Beschleunigung, 0–100 km/h                  | 10,8 s                         | k. A.                          | 9,2 s                          |
| Kraftstoffverbrauch auf 100 km (kombiniert) | 8,5–8,8 l Super                | 9,1 l Super                    | k. A.                          |
| Tankinhalt                                  | 64 l                           | 64 l                           | 64 l                           |